# Oxystegus cylindricus
Oxystegus cylindricus är en bladmossart som först beskrevs av Brid., och fick sitt nu gällande namn av Hilp.. Oxystegus cylindricus ingår i släktet Oxystegus och familjen Pottiaceae. Inga underarter finns listade i Catalogue of Life.